# ناحل عوز
ناحل عوز ((بالعبرية: נַחַ"ל עֹז)) كيبوتس جنوب إسرائيل تقع في الجزء الشمالي الغربي من صحراء النقب بالقرب من الحدود مع قطاع غزة وبالقرب من مدن ومستوطنات سديروت ونتيفوت، تقع ضمن اختصاص المجلس الإقليمي شاعر النقب. في عام 2006 كان عدد سكانها 290. شرق حي الشجاعية.

تنتمي ناحل عوز للمجلس الإقليمي شعر النقب